# フィレンツェ包囲戦 (405年)
405年のフィレンツェ包囲戦は、西暦405年または406年に、ゴート族とフィレンツェの西ローマ帝国間で起こった戦いである。

## 背景
北アジアの遊牧タタール人の柔然は4世紀の間に鮮卑に代わってモンゴルやシベリアの広大な平原を支配するようになっていたが、402年になるとヴォルガ川上流のフン族に勝利してその征服をさらに拡大した。この侵入によって西に追いやられ、フン族はさらにヨーロッパに後退し、次に彼らの故郷であるスエビ族、ヴァンダル人、そして中央ヨーロッパをヴィスワ川からエルベ川まで占領していたブルゴーニュ人を追い出した。
現代のメクレンブルク地域の勇猛な戦士であったラダガイススは、これらの部族と団結しローマ帝国侵略のために団結することを決意した。彼らは、現在のポーランドやドイツの地域を支配していた、アジアの蛮族の絶え間ない攻撃に邪魔されることなくして、ローマ帝国の領土に十分な居住に適する土地を見つけんとしていた。
西暦405年後半または406年初頭、ラダガイススは広大な軍隊を率いて、放浪するアラン人の一部と、直近の敗北に不満を持っていたアラリック率いるゴート族の一部とともに無防備であったドナウ川を突破し、そしてラエティアに入った。西部の総督であったスティリコアラリックの最初のイタリア侵攻を撃退するために、ライン川やドナウ川の流域を含むその他の地方から正規の守備隊を奪ったばかりだった。したがって、ラダガイススはスティリコからの反撃に遭遇することなくアルプスを越えてイタリアに入ることができた。

## 戦闘
ラダガイススは南に向かってイタリアに進軍し、破壊された農地と州内の都市を後にした。一方、スティリコはパヴィアで自分の宿舎を構えて、イタリア防衛のためにあらゆる方面から招集したローマ軍とそれを補助する蛮族の軍の集合場所とした。その間、西ローマ帝国の臆病な名目上の君主で暗君として知られるホノリウスは、401年にアラリックが侵攻した後、より攻撃にさらされていたミラノの代わって、西ローマ帝国の首都に指定されていた要塞都市ラヴェンナに避難していた。
理由は不明だが、ラダガイススはローマへの進軍を中止し、より繁栄していたフィレンツェの街を包囲した。フィレンツェを守っていた守備隊は小さかったが、明白な献身と愛国心があった。絶え間ない攻撃の前に街の守備隊が停滞していた時、タイミングよくミラノの司教アンブロジウス（メディオランの主教聖アムブロシイ）が夜の幻影の中で街の市民に現れ、住民の救済のために摂理の執り成しを約束したという報告を受けて、精神が持ち直したという話がある。それから間もなく、スティリコが軍隊を連れて到着し、フィエーゾレの戦いで包囲していた蛮族の軍隊を解散させた。